# 1550 Tito
Az 1550 Tito (ideiglenes jelöléssel 1937 WD) a Naprendszer kisbolygóövében található aszteroida. Milorad B. Protić fedezte fel 1937. november 29-én.